# Micromalthus debilis
Micromalthus debilis és una espècie de coleòpter natiu de l'est dels Estats Units, i l'única espècie de la família Micromalthidae, dins del primitiu subordre Archostemata.

## Característiques
Es tracta d'un escarabat allargat, d'1,5 a 2,5 mm de longitud, i color marró fosc, amb potes i antenes grogues. El cap és més gran que el tòrax, amb grans ulls que sobresurten de tots dos costats.

## Història natural
Les larves són devoradores de fusta i s'alimenten de troncs de castanyer i roure sota condicions d'humitat. També s'ha sabut que causen danys als edificis i pals; no obstant això, els informes sobre l'espècie són infreqüents. El cicle vital és poc corrent i en ell l'etapa de cerambícido de la larva pot derivar cap a una femella adulta, o bé produir el naixement de larves de carábidos. L'espècie s'ha estès a diverses parts del món pel comerç humà, probablement de fusta.

## Posició taxonòmica
La classificació de Micromalthus debilis és controvertida i inestable. L'espècie, anunciada per primera vegada per LeConte en 1878, va ser considerada durant molt temps com a part del subordre Polyphaga, i situada al costat de les famílies Lymexylidae o Telegeusidae, o com una família dins de la superfamília Cantharoidea. No obstant això, les característiques de la larva, les ales i els genitàlia masculina demostren que pertany al subordre Archostemata.